# Matías Vega Alemán
Matías Vega Alemán (La Palma, Islas Canarias, 24 de febrero de 1841 - Santiago de Cuba, 24 de junio de 1906) fue un político y general español que perteneció a la División del Ejército Libertador Cubano. Destacó en sus luchas en las tres guerras y fue el fundador del Partido Moderado de Cuba. Fue el hermano de Juan Vega Alemán, capitán del Ejército Libertador, y de Felipe Vega Alemán, quien también participó en la Guerra de la independencia cubana, terminándola con el grado de coronel.

## Biografía

### Primeros años
Nació el 24 de febrero de 1841 en La Palma (Islas Canarias, España). Tuvo, al menos, dos hermanos: Juan y Felipe. Matías Vega se identificó desde muy joven con el deseo de independencia latente en el pueblo cubano, por ello siempre apoyó las guerras de este pueblo.

### Carrera militar
Antes de la guerra de los Diez Años, la familia Vega emigró a Cuba y se asentó en la zona oriental. 
El 23 de noviembre de 1868, tras iniciarse la guerra de los Diez Años, Matías Vega (junto a otros insurrectos) atacó el poblado de El Cobre. Los miembros de su familia que no participaron en la guerra se asentaron, como otras muchas familias cubanas, en El Ranchito, donde había un refugio seguro (ya que estaba localizada en una zona de difícil acceso) para las fuerzas y la gente que apoyaba a la Revolución.
Él ya se había convertido en comandante del ejército cubano en noviembre de 1869 cuando al año siguiente, concretamente el 30 de enero de 1870 logró evitar que le llegara un ataque del ejército enemigo a su campamento, establecido en la zona de Tempú.
El 9 de abril de ese mismo año lanzó también un ataque contra el fuerte de Santa Elena y otro a la ciudad francesa de Guisa que sería, concretamente, el segundo ataque realizado a esta ciudad.
Gracias a estas hazañas, el 17 de octubre de 1872 lo convirtieron en teniente coronel, y el 27 de junio del siguiente año fue ascendido a coronel. Fue incorporado al ejército del futuro presidente Carlos Manuel de Céspedes, amigo de la familia Vega y con quien realizó varias operaciones combativas. Así, el 25 de julio de 1873, Matías Vega y Céspedes atacaron la zona de Baire Abajo, donde los españoles contrarios a la Revolución "estaban de fiesta".
Tras esto, viajó a Camagüey donde se convirtió en un soldado del ejército del Mayor General Máximo Gómez. El 11 de febrero de 1874, durante el transcurso del combate de Naranjo-Mojacasabe, fue una fecha en la que el soldado cayó gravemente herido. Al año siguiente, el 26 de abril de 1875, formó parte de los soldados de Lagunas de Varona.
Más tarde, en enero de 1877 colaboró con el Mayor General Antonio Maceo en la incursión realizada en la villa de Baracoa. Al año siguiente, el 10 de febrero de 1878, fue firmado el Pacto del Zanjón, pacto que tuvo la aceptación de Matías.
Tras el Pacto de Zanjón, se unió a uno de los clubes "que propiciaron el esfuerzo patriótico" que originó la Guerra Chiquita (1879 - 1880), campaña que contó también con la participación de Matías. Tras esto se incorporó al Ejército Libertador en Cuba el 15 de marzo de 1895. En el sur de la provincia oriental - que sería después el territorio del Primer Cuerpo del Ejército Libertador -, Vega trabajó en la organización de las tropas, lo que propició su nombramiento como General de Brigada el 22 de julio de 1895, tras haberse construido las estructuras de mando en la nueva campaña.
El 22 de mayo de ese año, decidió unirse al Estado Mayor del Mayor General José Maceo, con quien consiguió el título de General Brigada y lideró también la llamada Brigada Sagua–Mayarí. Al año siguiente, provocó un ataque contra Mayarí y luchó también en la campaña de Loma del Gato, obteniendo el cargo de General División el 13 de agosto del mismo año (1896).
En 1897 abandonó el cargo superior en la brigada. Alemán terminó la guerra en el grupo de "Jefes y Oficiales Excedentes" y sus escoltas, con el Grado de General de División.

### Últimos años
Concluida la guerra se asentó en Songo, en la zona donde había operado militarmente, y combinó la actividad política con la comercial, siendo fundador del Partido Moderado.
Los años que siguieron (1898 - 1902), cuando Cuba se incorporó a Estados Unidos, ocupó el oficio de constructor, trabajando así en la línea férrea central en Oriente, donde empleó a muchos veteranos del Ejército Libertador. El 20 de mayo de 1902,  cuando Cuba se independizó de EE. UU., tuvo el honor de ser elegido para levantar la bandera de Cuba en el Morro de Santiago de Cuba.
Aunque participó en la política cubana tras la independencia con Estados Unidos, no tuvo ningún cargo público, dedicándose profesionalmente a la minería. Tras esto, se asentó en Santiago de Cuba, donde vivió sus últimos años.
Muere enfermo el 24 de junio de 1906, en Santiago de Cuba, con 64 años, siendo uno de los jefes militares cubanos que menos vivió el periodo de paz tras la Revolución independentista cubana.